# БРЕСТ
БРЕСТ (Быстрый Реактор Естественной безопасности со Свинцовым Теплоносителем) — российский проект реакторов на быстрых нейтронах со свинцовым теплоносителем, двухконтурной схемой отвода тепла к турбине и использованием перегретого пара.
Проект реализуется в виде строительства демонстрационного комплекса, состоящего из заводов переработки ОЯТ и фабрикации топлива в замкнутом топливном цикле, и экспериментального реактора БРЕСТ-ОД-300.

## Концепция

### Замкнутый цикл

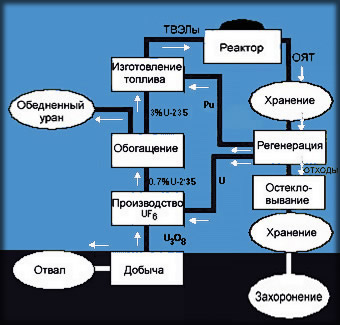
Схема закрытого топливного цикла атомной энергетики

Суть понятия замкнутого цикла использования ядерного топлива заключается в конвертации изотопа уран-238, не способного к цепной ядерной реакции, в изотоп плутоний-239, пригодный к цепной ядерной реакции. Делается это путём облучения урана-238 нейтронами в ядерном реакторе по схеме:
{\displaystyle {^{238}_{92}{\textrm {U}}}+{^{1}_{0}{\textrm {n}}}\rightarrow {^{239}_{92}{\textrm {U}}}{\xrightarrow[{\mbox{23,5 min}}]{\beta ^{-}}}{^{239}_{93}{\textrm {Np}}}{\xrightarrow[{\mbox{2,3 days}}]{\beta ^{-}}}{^{239}_{94}{\textrm {Pu}}}}
Часть наработанного плутония может расходоваться в той же топливной кампании в какой он был наработан. Часть остаётся в отработавшем ядерном топливе и может быть выделена из него химически для использования в свежем ядерном топливе.
При делении ядра урана-235 тепловым нейтроном образуется в среднем 2,45 нейтрона. Один нейтрон требуется потратить на деление следующего ядра, при этом в 15 % случаев уран-235, захватывая нейтрон, не делится, а превращается в паразитный уран-236. Таким образом, в среднем 1,15 нейтрона тратится на одно деление, остальные 1,3 могут быть захвачены ураном-238 с образованием плутония-239. Но тепловые нейтроны также активно захватываются ядрами других элементов, присутствующих в активной зоне: осколками деления (например, ксенон-135), замедлителем, теплоносителем, стержнями управления и защиты, часть нейтронов просто утекает из активной зоны. Поэтому в реакторах с преимущественно тепловым спектром нейтронов коэффициент воспроизводства всегда меньше единицы (0,5-0,7). Тем не менее конвертация урана-238 вносит определённый вклад в общее энерговыделение реакторов с тепловым спектром нейтронов. В реакторах с быстрым спектром нейтронов поглощение нейтронов другими веществами гораздо меньше, нейтронов при делении урана-235 образуется больше (каждые 0,1 МЭв даёт в среднем +0,01 нейтрон на деление), а вероятность захвата без деления для урана-235, наоборот, снижается. Кроме того, в быстром спектре увеличивается вклад в энергопотребление непосредственного деления U-238 (до 10 % в БН, по сравнению с 2-4 % в тепловых реакторах). Поэтому коэффициент воспроизводства может оказаться больше расхода первичного делящегося изотопа (в идеале, КВ может достигать 1,5 — если никаких потерь нет вообще, а все нейтроны делят уран-235 или поглощаются ураном-238. На реально существующих реакторах КВ достигает 1,2). При очередной перезагрузке топлива извлечённый ОЯТ может содержать больше делящегося вещества, поддерживающего цепную реакцию, чем было загружено изначально. Его можно выделить химически и использовать для загрузки свежим топливом широко распространённых реакторов на тепловых нейтронах вместо дефицитного урана-235.
Выгодной эта операция становится в связи с тем, что в природе встречается лишь один редкий изотоп, поддерживающий цепную реакцию — уран-235. Его природные запасы в пригодных для экономически эффективной добычи месторождениях невелики. Зато в природе многократно больше двух других изотопов (тория-232 и урана-238), которые цепную реакцию не поддерживают, но из которых облучением нейтронами можно получать другие изотопы (уран-233 и плутоний-239), уже поддерживающие цепную реакцию. Дополнительную выгоду приносит резкое уменьшение требований к хранению ядерных отходов, образующихся от отработанного ядерного топлива.
Технические трудности и экономические затраты создания полномасштабной энергетики на быстрых нейтронах привели к отставанию их развития от реакторов с тепловым спектром нейтронов. Кроме того доступность урана-235 ещё не достигла критических для отрасли величин.
В проекте БРЕСТ его разработчиками планируется создание демонстрационного топливного цикла, который должен продемонстрировать работоспособность, выявить проблемы масштабирования и обосновать экономику замкнутого цикла ядерного топлива.
В 2010 году правительство РФ утвердило федеральную целевую программу «Ядерные энерготехнологии нового поколения на период 2010—2015 гг. и на перспективу до 2020 г.», в которой был провозглашён курс на создание замкнутого топливного цикла и осуществления проекта коммерческого реактора на быстрых нейтронах. В связи с этим в программе предусмотрена разработка проектов реакторов на быстрых нейтронах со свинцовым, натриевым и свинцово-висмутовым теплоносителем, что является одной из причин осуществления проекта БРЕСТ. Кроме него, в программе участвуют и другие инновационные проекты: серия реакторов с натриевым теплоносителем типа БН-800 и проект реакторов со свинцово-висмутовым теплоносителем СВБР.

### «Естественная безопасность»
Отличительной особенностью проекта является концепция «Естественной безопасности» — термина, введённого в широкий обиход в научно-технических кругах В. В. Орловым и Е. О. Адамовым, разработчиками и популяризаторами проекта БРЕСТ. Под этим понятием подразумевается ядерная и радиационная безопасность за счёт последовательного отказа от любых технических решений, потенциально опасных проектными и запроектными авариями, и организации безопасности за счёт использования природных законов и свойств используемых материалов, что позволит достичь убедительно прогнозируемой безопасности. Другими словами, в проекте БРЕСТ предполагается, что сам реактор и его топливо будут настолько безопасными, что не потребуют большого количества громоздких технических средств, систем и автоматики для обеспечения безопасности, что повлечёт упрощение устройства и удешевление АЭС.
Вышеуказанное понятие не является нововведением для ядерной энергетики и широко используется уже несколько десятилетий, имея в нормативной технической документации название «внутренняя самозащищённость». На свойстве внутренней самозащищённости в немалой степени основана безопасность практически всех современных реакторов, наиболее показательным его примером могут служить их отрицательные температурные, мощностные и другие эффекты реактивности — обратные нейтронно-физические связи реакторов, на которых основана устойчивость реакторов.
Таким образом, концепцию «естественной безопасности» нужно рассматривать не в качестве оригинальной идеи, а в развитии устойчивого направления в конструировании ядерных реакторов, возможно качественного прорыва в этом направлении, по крайней мере, по утверждениям его создателей.

## Особенности конструкции
Реактор является установкой бассейнового типа, в шахту из теплоизоляционного бетона (изнутри покрытого металлическим лайнером) залит свинец (теплоноситель), в который опущены активная зона, парогенератор, насосы и другие системы. Циркуляция свинца в контуре осуществляется за счёт создаваемой насосами разности его горячего и холодного уровней.
К особенностям реактора следует также отнести конструкцию твэлов. Если традиционно выравнивание тепловыделения по радиусу реактора достигается за счёт изменения обогащения урана в твэлах, то в реакторе с полным воспроизводством плутония в активной зоне выгодно применять твэлы различного диаметра (9,1мм, 9,6 мм, 10,4мм). В качестве топлива используется мононитридная композиция уран-плутония и минорных актиноидов. Реактор способен за одну кампанию «сжигать» до 80 кг как «собственных» актиноидов, так и полученных из облучённого ядерного топлива других АЭС.
Другой особенностью проекта является примыкание комплекса по переработке облучённого топлива непосредственно к реактору. Это даёт возможность передавать топливо на переработку, исключая дорогостоящую и небезопасную дальнюю его транспортировку.

### Осуществление естественной безопасности
Сочетание природных свойств свинцового теплоносителя, мононитридного топлива, физических характеристик быстрого реактора, конструкторских решений активной зоны и контуров охлаждения по утверждениям разработчиков выводит БРЕСТ на качественно новый уровень безопасности и обеспечивает его устойчивость (ядерную безопасность) без срабатывания активных средств аварийной защиты в крайне тяжёлых авариях. Это планируется осуществить за счёт:
- использования кипящего при высокой температуре (примерно 2024 К), радиационно-стойкого и слабо-активируемого свинцового теплоносителя, химически пассивного при контакте с водой и воздухом, что должно позволить осуществить теплоотвод при низком давлении и исключить пожары, химические и тепловые взрывы при разгерметизации контура, течах парогенератора и перегревах теплоносителя;
- использования плотного (теоретическая плотность (без пористости) — 14,3 г/см³) мононитридного топлива, работающего при относительно низких температурах (максимальная температура менее 1150К при температуре плавления 3100К), что должно обеспечивать малые величины радиационного распухания (примерно 1 % на 1 % выгорания топлива) и выхода газовых продуктов деления (менее 10 % от образовавшихся), тем самым должно исключаться контактное воздействие топлива на оболочку твэлов, которая нагружается лишь к концу кампании избыточным газовым давлением менее 2 МПа;
- использованием бесчехловых ТВС с широкой решёткой твэлов в активной зоне умеренной энергонапряжённости (максимальная примерно 200 МВт/м3), что должно исключать потерю теплоотвода при локальном перекрытии проходного сечения в ТВС и обеспечивать высокий уровень естественной циркуляции теплоносителя (в последнем варианте проекта БРЕСТ рассматривается использование в активной зоне чехловых шестигранных ТВС, которые не обеспечивают теплоотвод при перекрытии проходного сечения, например, окислами свинца);
- выбора конструкции активной зоны со свинцовым отражателем, состав и геометрия которых должны обеспечивать полное воспроизводство топлива (коэффициент воспроизводства около 1), небольшие по величине и отрицательные мощностной, температурный и пустотный эффекты реактивности (коэффициент реактивности по изменению плотности свинца в активной зоне положителен, а остальные коэффициенты — отрицательны), которые должны позволять иметь небольшой суммарный запас реактивности для исключения неконтролируемого разгона реактора на мгновенных нейтронах при непредусмотренном выводе из активной зоны органов регулирования;
- использования устройств пассивной обратной связи реактивности с расходом теплоносителя через активную зону (УПОС) в виде каналов, связанных с первым контуром и заполненных свинцом до определённого уровня, зависящего от расхода теплоносителя через активную зону и влияющего на утечку нейтронов и реактивность;
- использования пассивной системы внешнего воздушного аварийного охлаждения реактора через корпус (в последнем варианте проекта БРЕСТ для аварийного охлаждения предусмотрена система, состоящая из воздушных теплообменников типа «труба Фильда», погружённых в теплоноситель первого контура в периферийные полости реактора);
- конструкции контура охлаждения с наличием разных уровней в опускной и подъёмной ветвях, что обеспечивает плавный переход к естественной циркуляции при нарушении принудительной[1] (при этом выбег расхода через активную зону за счёт выравнивания уровней при быстром отключении циркуляционных насосов составляет 20-30 секунд).

## Критика
Споры вокруг проекта БРЕСТ развернулись после выступления Владимира Путина на «Саммите тысячелетия» ООН (2000 г.), в котором президент РФ выдвинул инициативу по энергетическому обеспечению устойчивого развития человечества, кардинальному решению проблем нераспространения ядерного оружия и экологическому оздоровлению планеты Земля. Выступление Путина не содержало технических деталей, однако в нём была обозначена идея «кардинального повышения эффективности нераспространения ядерного оружия путём исключения из использования в мирной ядерной энергетике обогащённого урана и чистого плутония», по мнению экспертов, в немалой степени базирующейся на создании замкнутого ядерного цикла на основе проекта БРЕСТ.
Вскоре после этого в журнале «Ядерный контроль» вышла статья специалиста в области ядерной физики, академика РАН, вице-президента Курчатовского института Николая Пономарёва-Степного, в которой обозначенные президентом цели назывались «не вызывающими сомнений своей необходимостью», однако под сомнение была поставлена возможность их осуществления в ближайшем будущем, а также был подвергнут критике официальный курс на осуществление этих целей с помощью проекта БРЕСТ. В статье констатировалось, что проект реактора БРЕСТ «находится в начальной стадии разработки», а «технология свинцового жидкометаллического теплоносителя на сегодняшний день не отработана». Кроме того, были высказаны сомнения относительно принципиальной возможности решить с помощью реакторов БРЕСТ проблемы крупномасштабной ядерной энергетики, такие, как неограниченное обеспечение топливом, кардинальное решение проблемы нераспространения, естественная безопасность, сжигание радиоактивных элементов и окончательное решение проблемы радиоактивных отходов. Такого рода утверждения были названы Пономарёвым-Степным:
не только не доказанными научными и техническими работами, но и спорными по ряду основных положений.
Кроме неотработанности технологии, были обозначены «узкие» технические вопросы:
- в большом объёме интегральной схемы «БРЕСТ» не обеспечивается равномерность поддержания кислородного потенциала в узком разрешённом диапазоне (если он будет подтвержден). Чтобы обеспечить работоспособность тепловыделяющих элементов, необходимо найти оптимальное для заданного уровня и диапазона изменения температур содержание кислорода в теплоносителе и стабильно поддерживать его на этом уровне в течение всего срока эксплуатации реакторной установки;
- не обоснована работоспособность конструкционных материалов в свинце при принятой температуре и при высоком облучении нейтронами (расплавленный свинец вызывает сильную коррозию конструкционных материалов);
- не изучено влияние облучения в реальных реакторных условиях на поведение в свинце тепловыделяющих элементов и топливной композиции;
- сама по себе проблема смешанного нитридного топлива требует значительных усилий и времени для её разрешения;
- технические решения по переработке топлива находятся на начальной стадии разработки.

Вследствие наличия этих вопросов:

По состоянию обоснования технических решений проект «Брест» — быстрый реактор со свинцовым теплоносителем — не подготовлен для стадии технического проектирования и не может быть выделен в настоящее время как единственный вариант долгосрочной стратегии развития ядерной энергетики России.

В ответной статье научного руководителя перспективных разработок «НИКИЭТ имени Н. А. Доллежаля» В. В. Орлова, опубликованной в том же 2001 году на сайте НИКИЭТ, практически не содержится ответных доводов в технической части, напротив, подтверждаются слова академика Пономарёва-Степного о начальности стадии разработки проекта, неотработанности и неисследованности многих важных вопросов, однако содержатся нападки на личность критика: «статья Н. Пономарева-Степного не содержит каких-либо новых возражений против Стратегии или идей по её корректировке, которые не были бы обсуждены в ходе её выработки и принятия. Статья высокомерно игнорирует данные тогда ответы и разъяснения и предлагаемую ею полемику в стиле „спора глухих“ трудно отнести к жанру научной дискуссии с целью приближения к истине.»
А также прямые обвинения во лжи: «Критическая часть статьи, каждая её фраза содержит смесь неправды и полуправды, искаженно толкуя Инициативу Президента и Стратегию, предложения по ИНПРО.»
Также проект БРЕСТ подверг критике директор — генеральный конструктор «ОКБМ им. И. И. Африкантова» В. И. Костин в опубликованной в 2007 году статье журнала «Атомная стратегия», в которой были обозначены нерешённые технические проблемы:

- поддержание концентрации кислорода, необходимой для ограничения коррозионного воздействия теплоносителя на конструкционные материалы (~ 10—6 масс. %) с обеспечением соответствующего контроля в теплоносителе, равномерно во всех местах его нахождения (это особенно актуально для интегральной монокорпусной компоновки, содержащей застойные зоны);
- радиологическая опасность РУ с «тяжёлым» теплоносителем, поскольку эти теплоносители не задерживают продукты деления — цезий и йод, которые переходят в газовый контур, откуда они могут выйти за пределы первого контура. Кроме того, при облучении свинцово-висмутового теплоносителя дополнительно образуется большое количество радиоактивного полония (этот процесс характерен и для свинцового теплоносителя). К этому следует добавить проблему накопления трития во втором (пароводяном) контуре этих реакторных установок;
- большие энергетические и временные затраты для расплавления и поддержания теплоносителя в жидком состоянии (на разогрев реактора в РУ БРЕСТ-ОД-300 по проекту потребуется 7 месяцев);
- токсичность «тяжёлых» теплоносителей и образование долгоживущих изотопов альфа-активного свинца, альфа- и бета-активного висмута с периодом полураспада более 106 лет, что усугубляет проблему их утилизации после прекращения эксплуатации реактора.

Также в этой статье высказываются сомнения вообще относительно возможности создания надёжных реакторных установок с «тяжёлым теплоносителем» с длительным сроком эксплуатации, ставится вопрос об экономической целесообразности создания таких установок, а также высказывается мнение, что: 
РУ с «тяжёлыми» теплоносителями не имеют новых качеств и в отношении возможности утилизации долгоживущих актинидов по сравнению с быстрыми реакторами, охлаждаемыми натрием.
Общий вывод, который в своей статье делает Костин:

Таким образом, предлагаемые ядерные технологии на основе свинцово-висмутовых или свинцовых быстрых реакторов по комплексу определяющих характеристик не имеют преимуществ по сравнению с освоенными ядерными технологиями тепловых легководных и быстрых натриевых реакторных установок. Поэтому использование «тяжелого» теплоносителя в реакторных установках для широкомасштабной гражданской атомной энергетики представляется совершенно нецелесообразным. Развертывание работ по созданию таких технологий приведёт к большим затратам при отсутствии положительного результата в конечном итоге.

## БРЕСТ-ОД-300
Проект разрабатывался с 1999 года, на основе концепции ядерной энергетики естественной безопасности, работы над которой велись с конца 80-х годов в рамках специального конкурса, объявленного ГКНТ СССР.
Главный конструктор реакторной установки — НИКИЭТ имени Н. А. Доллежаля.
Первоначально проектировалась установка БРЕСТ, обеспечивавшая в составе энергоблока электрическую мощность 300 МВт, позже возник и проект с мощностью энергоблока 1200 МВт, однако на данный момент разработчики сосредоточили свои усилия на менее мощном БРЕСТ-ОД-300 («опытный демонстрационный»), в связи с отработкой большого количества новых в этой области конструктивных решений и планами опробования их на относительно небольшом и менее дорогом в реализации проекте. Кроме того, выбранная мощность 300 МВт (эл.) и 700 МВт (тепл.) является минимально необходимой для получения коэффициента воспроизводства топлива в активной зоне, равного единице.
Представители Росатома рассматривают БРЕСТ как составную часть проекта «Прорыв», «консолидирующего проекты по разработке реакторов большой мощности на быстрых нейтронах, технологий замкнутого ядерного топливного цикла, а также новых видов топлива и материалов и ориентированный на достижение нового качества ядерной энергетики».
В конце 2018 года получено заключение Главгосэкспертизы на откорректированный проект реактора «БРЕСТ-ОД-300», утверждена проектная документация.
В июле 2019 эксперты РАН подтвердили безопасность проекта и ожидалось получение лицензии Ростехнадзора на строительство. Начало строительства собственно реактора было намечено на 2019 год.
К началу 2019 года на территории Сибирского химического комбината (АО «СХК») ведется строительство вспомогательных объектов, в частности пристанционных заводов фабрикации топлива и переработки ОЯТ для демонстрации замыкания топливного цикла.
5 декабря 2019 «СХК» и АО «Концерн Титан-2» заключили договор на выполнение строительно-монтажных работ по проекту строительства энергоблока с реактором; подрядчик выполнит работы по строительству здания реакторной установки, машинного зала и инфраструктурных объектов.
Помимо энергоблока, ОДЭК включает пристанционный замкнутый ядерный топливный цикл в составе модуля по фабрикации/рефабрикации СНУП-топлива, а также модуля переработки облученного топлива.
Завершить работы планируется до конца 2026 года.
На момент начала строительства реактора Росатом планировал, что запуск реактора  состоится в 2026 году. В ходе испытаний отдельных модулей МФР потребовалась дополнительная «обкатка» технологии на промышленных стендах, а также проведение дополнительных научно-исследовательских и конструкторских работ (НИОКР). В связи с этим запуск реактора перенесён на 2029 год.
10 февраля 2021 года Ростехнадзор выдал лицензию АО «СХК» на сооружение реактора «БРЕСТ-ОД-300».
Строительство на площадке «СХК» в Северске (Томская область) стартовало 8 июня 2021, в рамках Года науки и технологий. 
В январе 2024 г. начался монтаж реакторной установки.

### Особенности конструкции
В составе реакторной установки «БРЕСТ-ОД-300» будут работать восемь парогенераторов массой 72 тонны каждый.
На разогрев реактора (расплавления теплоносителя до жидкого состояния) в РУ по проекту потребуется 7 месяцев.

### Достоинства
- Отсутствие замедлителя и высокие температуры теплоносителя оставляют надежду на выход в КПД за пределы 40 %;
- естественная безопасность, подразумевающая, что, даже если произойдут какие-либо аварии, реактор самозаглушится;
- теоретический замкнутый цикл;
- отсутствие высокого давления теплоносителя, в отличие от ВВЭР.

### Недостатки
- Долгий разогрев теплоносителя до температуры в 450°C — 7 месяцев (в приведённом источнике об этом не говорится; где техническое обоснование таких временных затрат?)[34];
- малая мощность по сравнению со всеми современными строящимися реакторами;
- большое количество парогенераторов (8), что в два раза больше, чем используется в современных ВВЭР;
- после двух лет облучения свинца ядром реактора в нём образуется 205Pb с периодом полураспада 17,3 млн. лет, что ведёт к дорогостоящему глубинному захоронению при выводе из эксплуатации. (В приведённом источнике как раз рассматривается эта проблема и пути её решения.)[35]

По сути же сам по себе факт существования долгоживущего изотопа не означает, что он представляет реальную радиационную опасность в контексте эксплуатации реактора. Радиационный риск определяется совокупностью нескольких факторов:
1. Вероятность образования (сечение активации): Насколько эффективно данный изотоп образуется из стабильных изотопов в нейтронном спектре реактора.
2. Концентрация: Какое количество данного изотопа накапливается в теплоносителе за время кампании.
3. Тип и энергия излучения: Альфа-частицы, бета-частицы или гамма-кванты, а также их энергия определяют проникающую способность и биологическую опасность излучения. В случае с 205Pb все факторы, кроме периода полураспада, указывают на его незначительную роль. Детальные исследования радионуклидного состава отработавшего свинцового теплоносителя, ориентированные на оценку реальных рисков и проблем обращения с отходами, полностью игнорируют 205Pb.[36] Вместо этого они фокусируются на совершенно других изотопах. Это позволяет сделать вывод, что пути образования 205Pb (например, реакции 204Pb(n,γ)205Pb или 206Pb(n,2n)205Pb) имеют очень низкую вероятность в энергетическом спектре быстрого реактора. Следовательно, его образуется ничтожно мало. Кроме того, его распад путем низкоэнергетического электронного захвата делает его гораздо менее опасным по сравнению с альфа-излучателями или высокоэнергетическими гамма-излучателями. Таким образом, фокусировка на периоде полураспада 205Pb является примером распространенного заблуждения, когда один впечатляющий параметр вырывается из контекста. Для практической оценки безопасности и обращения с радиоактивными отходами 205Pb является скорее академическим курьезом, чем реальной инженерной проблемой.Анализ показывает, что радиационная опасность облученного свинца определяется совершенно другим набором изотопов:[36]

| Изотоп | Период полураспада (T1/2) | Основной тип распада   | Энергия излучения (характерная) | Значимость / Опасность                                                                      |
| 205Pb  | 17.3 млн лет              | Электронный захват (ϵ) | ~50.5 кэВ                       | Незначительная. Низкая вероятность образования и низкоэнергетический распад.                |
| 210Po  | 138 дней                  | Альфа-распад (α)       | 5.3 МэВ                         | Очень высокая. Высокотоксичный альфа-излучатель, основной источник биологической опасности. |
| 207Bi  | 32.2 года                 | Электронный захват (ϵ) | Гамма-кванты до 1.77 МэВ        | Высокая. Долгоживущий источник жесткого проникающего гамма-излучения.                       |
| 208Bi  | 368 000 лет               | Электронный захват (ϵ) | Гамма-кванты до 2.7 МэВ         | Высокая. Очень долгоживущий источник чрезвычайно жесткого гамма-излучения.                  |
| 209Pb  | 3.25 часа                 | Бета-распад (β−)       | 0.64 МэВ                        | Оперативная. Короткоживущий, но является предшественником стабильного 209Bi.                |

Разработчики
- ОАО «НИКИЭТ»;
- АО «СПб АЭП»;
- ОАО «НПО ЦКТИ»;
- ОАО «ГСПИ»;
- АО «ВНИИНМ»;
- АО ГНЦ РФ — ФЭИ;
- АО «НИИАР»;
- АО «СвердНИИхиммаш»;
- концерн «Росэнергоатом»;
- ОАО «Головной институт „ВНИПИЭТ“»;
- ОАО «ИК» ЗИОМАР;
- Всероссийский теплотехнический институт (ОАО «ВТИ»);
- АО «ЦКБМ»;
- и многие другие.

## Конкурирующие проекты
- СВБР
- БН-1200
- БН-1600